# Basilika St. Teresa (Alba de Tormes)

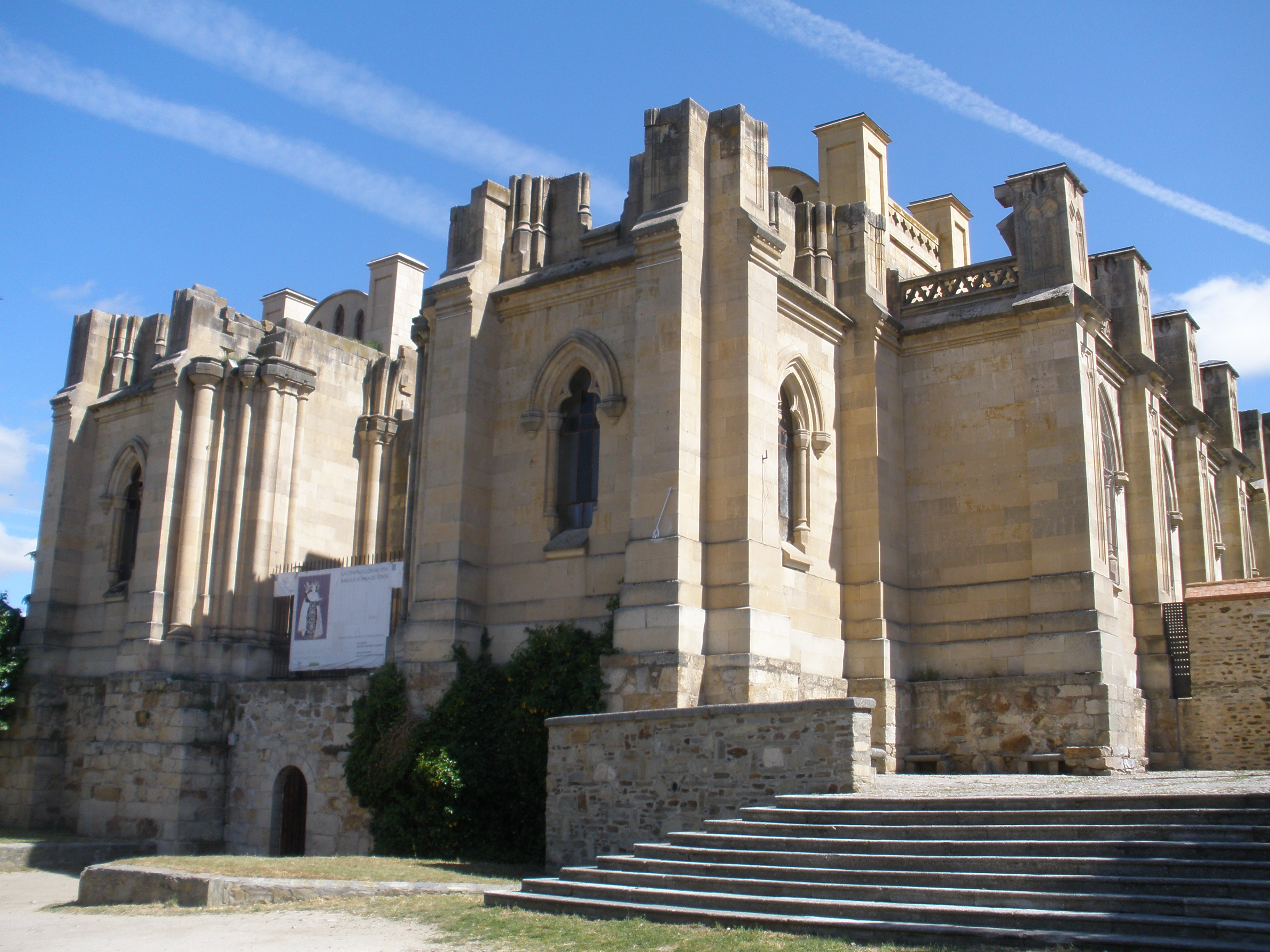
Eingangsbereich der Basilika, 2012

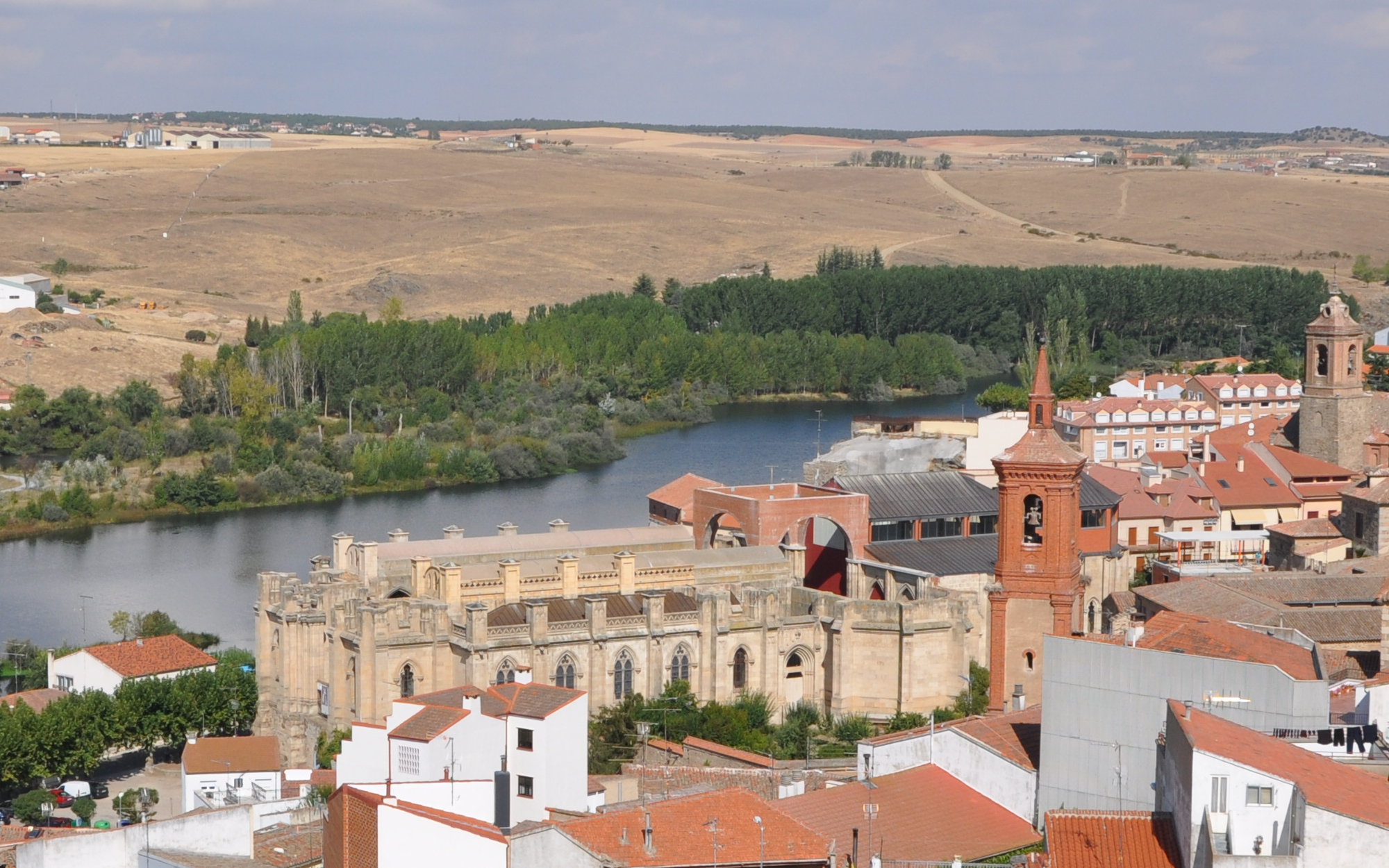
Übersicht über den Kirchenbau, 2012

Die Basilika St. Teresa (spanisch Basílica de Santa Teresa) ist eine im Bau befindliche Pilgerkirche in Alba de Tormes in der Provinz Salamanca, Spanien. Die Kirche des Bistums Salamanca ist der heiligen Teresa von Ávila gewidmet und wird neben dem Karmelitenkloster erbaut, in dem sie 1582 verstarb und beigesetzt wurde. Der Titel einer Basilica minor wurde bereits 1870 der ursprünglichen Grabeskirche verliehen.

## Geschichte
Das Projekt des Kirchneubaus wurde von Bischof Tomás Cámara mit dem Hirtenbrief Die heilige Teresa bittet uns um eine Basilika initiiert. Der Bau begann offiziell am 1. Mai 1898. Als Verweis auf das Mittelalter entwarf Enrique María Repullés y Vargas eine neugotische Kirche, um hier die Pilger zu den Gebeinen von Santa Teresa de Jesús aufnehmen zu können. Der Entwurf erhielt internationale Preise, etwa in Paris 1900.
Die Lage der Kirche wurde bedingt durch die bisherige Begräbnisstätte Teresas, die einbezogen werden sollte, und die Tallage am Tormes. Auf diesem schwierigen Gelände wurde mit dem Bau der Fundamente der 100 Meter langen und 70 Meter breiten Kirche mit zahlreichen Seitenkapellen begonnen, die 3100 Quadratmeter umfassen sollte. Die Seitenschiffe sollten eine Höhe von 11 Metern erreichen, der Vierungsturm 92 Meter. Die anfänglich als gesichert angesehene Finanzierung wurde durch die Gründungskosten schnell aufgezehrt. Nach einer komplizierten Phase der Enteignung wurden die Arbeiten in einem großen Tempo durchgeführt und die Außenmauern erstellt. Die Bauarbeiten verlangsamten sich zwischen 1904 und 1912, nach 20 Jahren und mit dem Ersten Weltkrieg wurden die Arbeiten eingestellt. Zwischen 1927 und 1932 übernahmen die Bischöfe die Aufgabe, die Basilika fertigzustellen. So wurden unter dem Bischof Frutos Valiente die inneren Kapellen gebaut. Zwischenzeitlich vertraute Bischof Barbado Viejo den Karmeliten den Abschluss des Projekts an. Während der Zweiten Republik wurden die Arbeiten 1933 dauerhaft unterbrochen.
Nach dem IV. Teresianischen Jubiläum wurde ab 1982 eine Fortführung wieder angegangen. 2007 wurde die Wiederaufnahme der Arbeiten beschlossen. Mit der Apsis und dem Chor konnten 1000 Quadratmesser der Basilika bis zur Vierung in neuer Bauweise überdacht werden. Das Dach wurde aus laminiertem Holz, Ziegeln und Kupferplatten gefertigt. Die Buntglasfenster zeigen eine Reihe von geistlichen Frauen und Heiligen der christlichen Spiritualität: Katharina von Siena, Brigida, Isabel von Portugal, Gertrud von Helfta, Edith Stein, Therese von Lisieux, Rosa von Lima, Juliana von Lüttich, Klara von Assisi, Hedwig von Andechs und Scholastica. 2010 kam das Projekt nach Abschluss der Bauphase durch die Wirtschaftskrise wieder zum Stillstand. Seitdem besteht die Möglichkeit, weitere Arbeiten schrittweise auszuführen.